# Шиян, Анатолий Иванович
Анатолий Иванович Шиян (1906 — 1989) — украинский советский писатель, драматург, публицист.

## Биография
Родился 10 (23 марта) 1906 года в селе Борисовка (ныне районный центр в Белгородской области, Россия) в крестьянской семье. С 1924 года работал санитаром, затем аптекарем в Борисовской народной больнице.
В 1925—1929 годах обучался в Киевском лесотехническом институте. С 1928 печатался в журнале «Молодняк». Первым опубликованным рассказом стал «Лісокради» (1928).
Был членом литературной организации комсомольских писателей Украины «Молодняк», позже — Всеукраинского союза пролетарских писателей (ВУСПП).
С конца 1920-х годов начинается интенсивное вхождение А. Шияна в литературу. В периодике один за другим публикует рассказы. В 1930—1932 годы увидели свет шесть оригинальных сборников очерков, рассказов, повестей. Одним из примечательных ранних рассказов является «Имандра» (1930). Широкую популярность автору принесли повесть «Баланда» (1930), романы «Магистраль» (1934) и «Гроза», по которым в 1958 году был снят кинофильм «Гроза над полями».
Участник Великой Отечественной войны. Военный корреспондент газеты «Советская Армия», а с июля 1941 — фронтовой газеты «За Советскую Украину», возглавляемую М. Бажаном. В январе 1943 переведён в Украинский штаб партизанского движения, в мае отправлен на несколько месяцев в тыл врага — в партизанское соединение А. Н. Сабурова. Фронтовые корреспонденции А. Шияна, его публицистика, рассказы печатались в армейских и центральных газетах, звучали на радио, выходили отдельными книгами — «Розплата» (1941), «Не здаюсь!», «Землею рідною» (1942).
После возвращении из вражеского тыла — заведующий партизанским отделом газеты «Радянська Україна», полученные впечатления изложил в книге-репортаже «Партизанский край».
В послевоенные годы писал повести, рассказы, увлекался драматургией.
В Киеве жил в доме писателей «Ролит».
Умер 6 мая 1989 года. Похоронен в Киеве на Байковом кладбище.

## Избранные произведения
Автор целого ряда сборников рассказов, повестей и очерков, пьес.
- Повесть «Баланда» (1930).
- сборники рассказов «Озерянки» (1932 и 1940).
- «Переможці. Оповідання і нариси» (1950).
- «Партизанський край» (1946).
- «Вибране» (1947).
- Романы:
  - «Магістраль» (1934),
  - «Гроза» (1936),
  - «Хуртовина» (1979).
- сборники пьес
  - «Де тирса шуміла» (1961),
  - «Тиха обитель» (1969).
- Произведения для детей
  - сказка «Івасик-Телесик»,
  - пьесы-сказки «Котигорошко», «Ялинка» (1947),
  - сборник «П'єси-казки» (1951).
- Киносценарии:
  - «Гроза над полями» (1958; снят на Киевской киностудии им. А. Довженко),
  - «Летающий корабль» (1960; снят на Киевской киностудии им. А. Довженко).

## Награды
- орден Октябрьской Революции (16.11.1984)
- орден Отечественной войны I степени (7.8.1944)
- орден Отечественной войны II степени (11.3.1985)
- орден Красной Звезды (13.9.1943)
- медали